# Hyvinge–Karis-banan
|  | Straight track |

|  | Station on track |

|  | Unknown BSicon "ABZgl" |

|  | Non-passenger station/depot on track |

|  | Small non-passenger station on track |

|  | Small non-passenger station on track |

|  | Non-passenger station/depot on track |

|  | Non-passenger station/depot on track |

| Unknown BSicon "KDSTaq" | Unknown BSicon "ABZgr" |

|  | Non-passenger station/depot on track |

|  | Non-passenger station/depot on track |

|  | Small non-passenger station on track |

|  | Unknown BSicon "ABZg+l" |

|  | Station on track |

|  | Unknown BSicon "ABZgr" |

|  | Straight track |

|  | Station on track |

|  | Unknown BSicon "ABZgl" |

|  | Non-passenger station/depot on track |

|  | Small non-passenger station on track |

|  | Small non-passenger station on track |

|  | Non-passenger station/depot on track |

|  | Non-passenger station/depot on track |

| Unknown BSicon "KDSTaq" | Unknown BSicon "ABZgr" |

|  | Non-passenger station/depot on track |

|  | Non-passenger station/depot on track |

|  | Small non-passenger station on track |

|  | Unknown BSicon "ABZg+l" |

|  | Station on track |

|  | Unknown BSicon "ABZgr" |

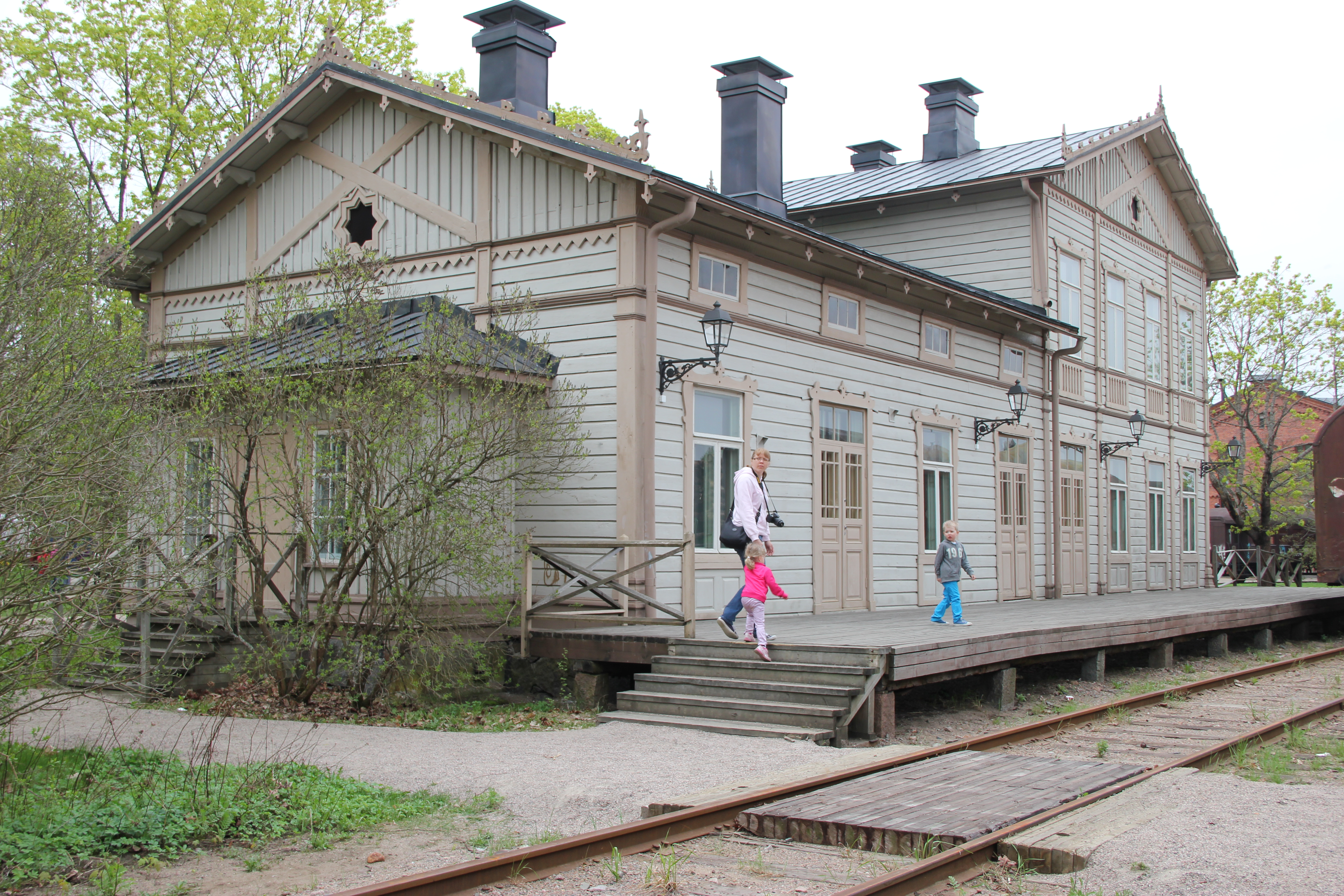
Hyvinge gamla station.

Hyvinge-Karis-banan är en del av Finlands bannät och sträcker sig mellan Hyvinge och Karis. Bansträckningen är 99 km lång, enkelspårig och inte elektrifierad. Den används endast för godstrafik, ej persontåg. Banan från Hyvinge via Karis till Hangö byggdes ursprungligen av ett privat järnvägsföretag och invigdes år 1873. Trafiken var inte lönsam, och banan inköptes av staten redan år 1875.
År 2020 beslöt riksdagen att elektrifiera banan. Projektet beräknas vara klart 2024.
Ändstationen i Hyvinge disponeras numera av Finlands järnvägsmuseum.